# همدملو
همدملو هي قرية في مقاطعة خدا أفرين، إيران. عدد سكان هذه القرية هو 87 في سنة 2006.